# Isa Barzizza
Isa Barzizza (San Remo, 22 de noviembre de 1929-Palau, 28 de mayo de 2023) fue una actriz italiana de teatro, cine y televisión. Desde 1947 apareció en cerca de 50 películas en su país.

## Biografía y carrera
Nacida en San Remo, Barzizza era hija del director y compositor Pippo Barzizza. Empezó a trabajar en el teatro aficionado desde muy joven y debutó profesionalmente siendo aún estudiante de secundaria, trabajando sobre todo con las compañías de teatro dirigidas por Ruggero Ruggeri, Elsa Merlini y por los hermanos Eduardo, Peppino y Titina De Filippo.
Barzizza fue descubierta en 1946 por el destacado actor y humorista Erminio Macario, quien la eligió para la obra Follie d'Amleto. En pocos años se estableció como una estrella en el género, trabajando en varias oportunidades con Macario, Totò y Wanda Osiris. Después de su éxito en los escenarios, Barzizza también comenzó una intensa carrera cinematográfica en el género de la comedia, a menudo en equipo con Totò. En 1955 protagonizó Valentina, considerada la primera comedia musical genuina producida en Italia.

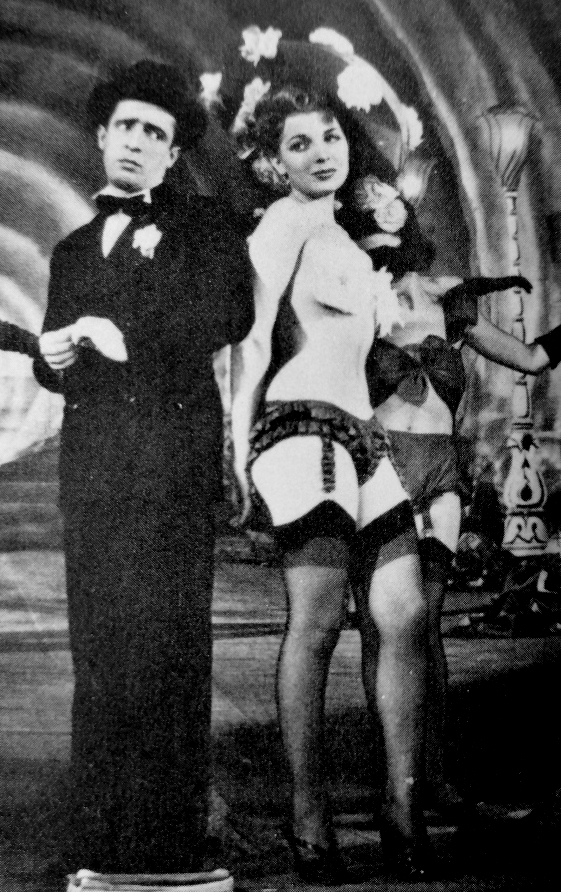
Barzizza con Nino Taranto.

En 1953 se casó con el guionista y director Carlo Alberto Chiesa, y tras el nacimiento de su hija Carlotta se retiró del mundo del espectáculo. En 1960 la pareja sufrió un accidente de coche que le ocasionó la muerte a Chiesa. Viuda, Barzizza dirigió una empresa de doblaje y producción de series de televisión. A partir de mediados de los años 1970, realizó apariciones esporádicas en películas y en la televisión.

## Filmografía seleccionada
- The Two Orphans (1947) - Matilde
- Dove sta Zaza? (1947) - Zazà
- Fear and Sand (1948) - Patricia Cotten
- Toto Tours Italy (1948) - Doriana
- The Firemen of Viggiù (1949)
- Adam and Eve (1949) - Eva Bianchi
- I'm in the Revue (1950) - Cleo
- Il vedovo allegro (1950) - Lucy
- L'inafferrabile 12 (1950) - Teresa
- Figaro Here, Figaro There (1950) - Rosina
- Bluebeard's Six Wives (1950) - Lana Ross
- Milano miliardaria (1951) - Vittorio Pizzigoni
- Seven Hours of Trouble (1951) - Amelia
- Il mago per forza (1951) - Perla
- Era lui... sì! sì! (1951) - Grazia
- Porca miseria (1951) - Jenny Soleri
- Toto in Color (1952)
- Five Paupers in an Automobile (1952) - Cicci
- We're Dancing on the Rainbow (1952) - Jeannette
- Primo premio: Mariarosa (1952)
- Beauties on Motor Scooters (1952) - Laura
- Gioventù alla sbarra (1953) - Florence
- Siamo tutti inquilini (1953)
- It's Never Too Late (1953) - Rosanna Gennari
- The Daughter of the Regiment (1953) - Kiki
- Neapolitan Turk (1953) - Giulietta
- Viva la rivista! (1953)
- Canzoni a due voci (1953)
- Gran Varietà (1954)
- Appassionatamente (1954) - Ortensia Dupré
- Toto Seeks Peace (1954) - Nella Caporali
- Cartouche (1955) - Lucilla
- Un palco all'opera (1955)
- I pinguini ci guardano (1956)
- We All Loved Each Other So Much (1974) - Elena
- Garofano rosso (1976)
- Il momento dell'avventura (1983) - Antonia Belli
- Fiori di zucca (1989) - Clelia
- Grazie al cielo c'è Totò (1991)
- 80 mq - Ottantametriquadri (1993)
- Ardena (1997) - Lea
- Asini (1999)
- Seven Kilometers from Jerusalem (2007) - Elvira Marenghi
- Una sconfinata giovinezza (2010)
- Maledimiele (2011) - Nonna
- Viva l'Italia (2012) - Marisa
- Mia (2012)
- Studio illegale (2013) - Zia Emma
- Indovina chi viene a Natale? (2013) - Emma